# Waldhambach (Germania)
Waldhambach è un comune di 360 abitanti della Renania-Palatinato, in Germania.
Appartiene al circondario (Landkreis) della Weinstraße Meridionale (targa SÜW) ed è parte della comunità amministrativa (Verbandsgemeinde) di Annweiler am Trifels.